# František Dobromil Kamarýt
František Dobromil Kamarýt (27. ledna 1812 Velešín – 30. dubna 1876 Kaplice) byl český vlastenecký církevní spisovatel, autor a překladatel náboženských spisů, biskupský konzistorní rada, okresní vikář a arcikněz v Kaplici.

## Životopis
Otec Františka Dobromila Kamarýta byl Jan Kamarýt, rolník a pekař ve Velešíně, který měl se svou manželkou Alžbětou třináct dětí. Nejstarším synem Jana Kamarýta byl Josef Vlastimil Kamarýt (1797–1833) kněz, básník a sběratel lidové slovesnosti, přítel Františka Ladislava Čelakovského a Josefa Krasoslava Chmelenského.
František Dobromil Kamarýt studoval v Českých Budějovicích, kde vstoupil i do kněžského semináře. Pod vlivem svého bratra Josefa Vlastimila Kamarýta a jeho přítele Františka Ladislava Čelakovského si přidal ke svému jménu další jméno "Dobromil". Po bohosloveckých studiích na českobudějovickém biskupském semináři působil od roku 1838 jako kaplan, od roku 1845 jako děkan, posléze jako biskupský konzistorní rada, okresní vikář a arcikněz v Kaplici.
Po smrti svého bratra Josefa Vlastimila Kamarýta se zasloužil o vybudování jeho pomníku na táborském hřbitově a vydal Sebrané světské a duchovní básně Josefa Vlastimila Kamarýta, s životopisným obrazem od Antonína Rybičky Skutečského.